# Mustapha Dahleb
Mustapha Dahleb (* 8. Februar 1952 in Bejaia) ist ein ehemaliger französisch-algerischer Fußballspieler, der den größten Teil seiner Karriere bei Profivereinen in Frankreich absolviert hat.

## Vereinskarriere
Der im seinerzeit noch französischen Algerien geborene Mustapha Dahleb kam als Kind mit seinen Eltern nach Festlandsfrankreich, wo sein Vater eine Anstellung als Kraftfahrer gefunden hatte. In dem Ardennendorf Flohimont begann der bald „Mouss“ oder „Mousse“ (zugleich Kurzform seines Vornamens und das französische Wort für Schaum) gerufene, eher zierliche Junge bei einem Amateurklub mit dem Vereinsfußball. Dort entdeckten ihn Talentspäher des CS Sedan, für dessen Erstligaelf er als 17-Jähriger zu seinem ersten Punktspieleinsatz kam; auch in der folgenden Saison wurde er darin einmal eingesetzt. Nach Sedans Abstieg Mitte 1971 bestritt er auch noch zwei Spiele in der zweiten Division, ging dann allerdings, um seinen Wehrdienst abzuleisten, nach Algerien zurück und trug dort den Dress von CR Belcourt; mit dem CRB wurde er 1972 Vizemeister und in dieser Zeit auch zum algerischen Nationalspieler (siehe weiter unten). 1973/74 spielte er wieder für den CS Sedan, der am Saisonende erneut aus der Division 1 absteigen musste; Dahleb hatte bei 27 Ligaeinsätzen 17 Tore für seine Mannschaft geschossen und damit den elften Platz unter den besten Erstligatorjägern Frankreichs erreicht, was ihm einen Vertrag beim Hauptstadtverein Paris Saint-Germain und den Verbleib in der höchsten Spielklasse sicherte.
Bei PSG war der anfangs auf dem linken Flügel oder im Angriffszentrum als Stürmer, später oft im offensiven Mittelfeld eingesetzte Mustapha Dahleb in den folgenden Jahren unter Präsident Hechter und Trainer Fontaine beziehungsweise deren Nachfolgern eine unverzichtbare Größe. Bis 1979 gelang Paris zwar stets nur ein Mittelfeldplatz in der Abschlusstabelle, aber der Algerier schoss sich vor allem dank seines „linken Zauberfußes“ in der Saison 1976/77 mit 22 Treffern sogar auf Rang vier der Torjägerliste. Längst war er, dem neben kreativen Qualitäten auch taktisches Geschick attestiert wurde, zum Publikumsliebling im Parc des Princes geworden und blieb dies bis zuletzt; die Fans mochten „die atemberaubenden Dribblings dieses Instinktfußballers, seinen intensiven Einsatz, der dabei oft spielerisch wirkte, und seine Fähigkeiten als Vorbereiter wie als Vollstrecker“. In der Folgezeit verstärkte PSG sich personell kontinuierlich – so kamen unter anderem Jean-Michel Larqué, Carlos Bianchi, Dominique Baratelli, Jean-François Beltramini, Dominique Bathenay, Luis Fernández und Sarr Boubacar – und schloss ab 1980 regelmäßig auf einem einstelligen Tabellenplatz ab. Für einen Meistertitel reichte es trotz weiterer namhafter Zugänge (Dominique Rocheteau, Nabatingue Toko, Safet Sušić, Michel N’Gom) während Dahlebs Zeit zwar nicht (beste Platzierung: Ligadritter 1982/83), aber den Pokalwettbewerb gewann er dafür gleich zweimal: 1982 setzte Paris Saint-Germain sich im Endspiel, wenn auch erst nach Elfmeterschießen, gegen die AS Saint-Étienne durch, und ein Jahr später bekam Mustapha Dahleb nach einem 3:2-Erfolg gegen den FC Nantes erneut die Pokalsiegermedaille überreicht, wenngleich er in diesem Finale erst zu Beginn der zweiten Halbzeit – da führte Nantes noch mit 2:1 – eingewechselt wurde.
Bei den ersten internationalen Auftritten von PSG im europäischen Pokalsiegerwettbewerb bestritt Dahleb acht der zehn Pariser Begegnungen: 1982/83 gegen Lokomotive Sofia, Swansea City und THOR Waterschei, 1983/84 gegen Glentoran Belfast und Juventus Turin; ein Torerfolg gelang ihm in diesen Spielen allerdings nicht. Im Sommer 1984 verließ er nach zehn Jahren, in denen er zum erfolgreichsten Liga-Torschützen der Vereinsgeschichte von Paris Saint-Germain geworden war – dieser Rekord hat bis in das 21. Jahrhundert hinein Bestand –, die Hauptstadt in Richtung Mittelmeerküste. Dort kam er für den Zweitdivisionär OGC Nizza zwar nur noch in etwas mehr als der Hälfte der Ligaspiele zum Einsatz und erzielte nur noch drei Treffer, aber am Saisonende feierte er mit seiner Mannschaft den Aufstieg in die Division 1. Danach beendete Mustapha Dahleb aufgrund zunehmender Kniegelenksbeschwerden – er hatte sich in seiner Zeit bei PSG zwei Meniskusoperationen unterziehen müssen – nach insgesamt 297 Partien mit 102 Treffern in der ersten und 21 Spielen (3 Tore) in der zweiten französischen Liga seine Profikarriere.
Anschließend ließ er sich in Algerien nieder und übernahm eine beratende Funktion bei den Nationalmannschaften des Landes, die er 1986 nach Auseinandersetzungen mit A-Nationaltrainer Rabah Saâdane im unmittelbaren Vorfeld der Weltmeisterschaft in Mexiko wieder aufgab. 2003 wurde er aufgrund seiner Verdienste um den Sport und seines Engagements bei Projekten zur Gesundheitsförderung in Afrika zum Ritter der Ehrenlegion ernannt. Ende 2011 unterstützte er die Forderung nach einer Untersuchung des Verdachts, zahlreiche Nationalspieler hätten in den 1980ern mit Wissen des algerischen Fußballverbandes unerlaubte Medikamente eingenommen, wodurch es bei mehreren ihrer später geborenen Kinder zu Missbildungen gekommen sein soll.

### Stationen
- Flohimont (als Jugendlicher)
- bis August 1971: CS Sedan (bis 1969 als Jugendlicher; 1971/72 in D2)
- September 1971–1973: CR Belcourt
- 1973/74: CS Sedan
- 1974–1984: Paris Saint-Germain FC
- 1984/85: OGC Nizza (in D2)

## In der Nationalmannschaft
Erstmals schon mit 19 Jahren spielte „Mousse“ Dahleb im grünen Trikot der algerischen Nationalmannschaft (November 1971, 0:0 in Libyen). In seinem zweiten Spiel beim Palästina-Cup Anfang 1972 erzielte er den Ehrentreffer seiner Fennecs – als „Wüstenfüchse“ werden Mannschaft und Spieler Algeriens bezeichnet – bei der 1:3-Niederlage gegen Gastgeber Irak. Bis November 1983 bestritt er 16 offizielle A-Länderspiele, in denen er drei Tore schoss; dazu kamen mindestens vier Spiele gegen europäische Vereinsmannschaften (Olympique Lyon, Lausanne-Sports, Servette Genève, Real Oviedo) und eine nicht exakt feststellbare Anzahl inoffizieller Ländermatches, teilweise auch mit der Militärnationalauswahl. Zum Zeitpunkt seiner Rückkehr nach Frankreich (1973) soll Dahleb bereits 20 Partien aller drei Kategorien absolviert haben, darunter neun offizielle und die ersten beiden seiner insgesamt fünf Weltmeisterschafts-Qualifikationsspiele. Er war auch bei den Panafrikanischen Spielen 1973 in Lagos in allen drei Vorrundenbegegnungen dabei und hat dort gegen Tansania zwei Tore geschossen.
Nach seiner Rückkehr nach Frankreich (1973) wurde er allerdings bis Mai 1981 nur noch in einem einzigen Spiel (WM-Qualifikation, 1977 gegen Tunesien) eingesetzt, ehe er bei der Qualifikation für die WM in Spanien unter anderem bei dem überraschenden Erfolg gegen den amtierenden Afrikameister Nigeria wieder dabei war. Trainer Rachid Mekhloufi berief Mustapha Dahleb folgerichtig auch in sein WM-Aufgebot 1982; in Spanien bestritt er alle drei Vorrundenbegegnungen der Fennecs. Insbesondere aufgrund seiner Leistungen beim 2:1-Erfolg über Deutschland, dem ersten Sieg einer afrikanischen über eine europäische Mannschaft bei einem Weltturnier, als er gemeinsam mit Lakhdar Belloumi im Mittelfeld „ansehnlich und wirkungsvoll“ die Fäden zog, schrieb er sich neben anderen algerischen Profis wie Ali Fergani, Belloumi und Rabah Madjer in die Annalen des algerischen Fußballs ein, und die Bilder, auf denen er „leichtfüßig einen ‚tumben Teutonen‘ austanzt“, werden bis in die Gegenwart abgedruckt. Allerdings wurde er zusammen mit den Fennecs anschließend auch zum Opfer des deutsch-österreichischen „Nichtangriffspakts von Gijón“.
Auch sein letztes Länderspiel bestritt Mustapha Dahleb gegen eine Nationalelf aus dem deutschsprachigen Raum, als die Schweiz im November 1983 mit 2:1 in Algier gewann.

## Palmarès
- Algerischer Vizemeister: 1972
- Französischer Pokalsieger: 1982, 1983
- A-Nationalspieler für Algerien zwischen 1971 und 1983; WM-Teilnehmer 1982
- Ritter der Ehrenlegion